# Banco de Dados de Epítopos Imunes e Recurso de Análise
O Banco de Dados de Epítopos Imunes e Recurso de Análise (IEDB) é um projeto hospedado por cientistas do Instituto La Jolla de Alergia e Imunologia (LIAI), com apoio do Instituto Nacional de Alergia e Doenças Infecciosas (NIAID), uma parte dos Institutos Nacionais da Saúde[ligação inativa] (NIH) e Departamento de Saúde e Serviços Humanos (HHS). O foco é a disseminação de informações de epítopos imunes para facilitar a geração de novas ferramentas de pesquisa, técnicas de diagnóstico, vacinas e terapêuticas.

## Base de dados
O IEDB contém dados relacionados a epítopos de anticorpos e linfócitos T para humanos, primatas não humanos, roedores e outras espécies animais. A curadoria de dados relacionados aos patógenos prioritários das categorias A, B e C do NIAD (incluindo influenza) e doenças infecciosas emergentes e reemergentes do NIAID é da mais alta prioridade e está sendo continuamente atualizada. Além disso, epítopos de outros agentes infecciosos, alérgenos e autoantígenos estão sendo curados.
O banco de dados também contém dados de ligação ao MHC de uma variedade de fontes antigênicas diferentes e dados de epítopos imunes dos bancos de dados FIMM (Brusic), HLA Ligand (Hildebrand), TopBank (Sette) e MHC (Buus). Esses bancos de dados e seus pesquisadores são reconhecidos como os principais colaboradores do IEDB.

## Ferramentas
Além do banco de dados, o site do IEDB hospeda um recurso de análise, que contém uma coleção de ferramentas para prever e analisar epítopos.